# Покровский сельский совет (Никопольский район)
Покровский сельский совет (укр. Покровська сільська рада) — входит в состав
Никопольского района
Днепропетровской области
Украины.
Административный центр сельского совета находится в 
с. Покровское.

## Населённые пункты совета
- с. Покровское
- с. Капуловка
- с. Катериновка
- с. Красное
- с. Набережное
- с. Шахтёр